# Patiwat Khammai
Patiwat Khammai (thailändisch พีรดนย์ ฉ่ำรัศมี, * 24. Dezember 1994 in Chonburi), auch als Mike (thailändisch ไมค์) bekannt,  ist ein thailändischer Fußballspieler.

## Karriere

### Verein
Das Fußballspielen erlernte Patiwat Khammai in den Jugendmannschaften vom Assumption United FC und Muangthong United. Seine Profilaufbahn begann 2015 bei seinem Jugendclub  Muangthong United. Der Verein aus Pak Kret, einem nördlichen Vorort der Hauptstadt Bangkok, spielte in der ersten Liga, der Thai Premier League. Hier kam er aber über die Reservistenrolle des Ersatztorwartes nicht hinaus. Zum Drittligisten Assumption United FC wurde er 2014 ausgeliehen. 2016 wechselte er an die Ostküste zum Aufsteiger Pattaya United FC. Hier war er ebenfalls die Jahre 2016 und 2017 Ersatztorwart und spielte in den zwei Jahren 14-mal für den Verein. 2018 wurde er Stammtorwart und absolvierte 30 Spiele für die Dolphins. Ab der Saison 2019 spielte Patiwat in Samut Prakan bei Samut Prakan City FC. Am Ende der Saison 2021/22 belegte er mit Samut Prakan den vorletzten Tabellenplatz und musste somit in die zweite Liga absteigen. Für Samut Prakan stand er 70-mal in der ersten Liga zwischen den Pfosten. Nach dem Abstieg verließ er den Verein und wechselte im Juli 2022 zum Erstligisten Bangkok United. In der Hinrunde 2022/23 absolvierte er ein Ligapokalspiel. In der ersten Liga kam er nicht zum Einsatz. Im Januar 2023 wechselte er bis Saisonende auf Leihbasis zum Ligakonkurrenten Muangthong United. Hier stand er 14-mal in der Liga zwischen den Pfosten. Nach der Ausleihe kehrte er im Sommer 2023 zu BG zurück. Am 5. August 2023 gewann er mit Bangkok United den thailändischen Super Cup. Das Spiel gegen den Meister Buriram United im Rajamangala Stadium gewann man mit 2:0. Am Ende der Saison 2023/24 feierte er mit dem Verein die Vizemeisterschaft. Am 15. Juni 2024 gewann er mit Bangkok United den FA Cup. Das Endspiel gegen den Zweitligisten Dragon Pathumwan Kanchanaburi FC gewann man im Elfmeterschießen. Am Ende der Saison 2024/25 feierte er mit Bangkok die zweite Vizemeisterschaft.

### Nationalmannschaft
Am 29. Mai 2021 gab der Torhüter sein Debüt für die thailändische A-Nationalmannschaft in einem Testspiel gegen Tadschikistan (2:2). Im Oktober 2024 nahm er mit der Mannschaft am King’s Cup 2024 teil. Im Endspiel am 14. Oktober 2024 im Tinsulanon Stadium in Songkhla besiegte man das Team aus Syrien mit 2:1.

## Erfolge

### Verein
Bangkok United
- Thailändischer Pokalsieger: 2023/24
- Thailändischer Supercup-Sieger: 2023
- Thailändischer Vizemeister: 2023/24, 2024/25

### Nationalmannschaft
Thailand
- King’s Cup: 2024

## Auszeichnungen
Thai League
Spieler des Monats: Juni 2019